# إي. نيلسون كول
إي. نيلسون كول (بالإنجليزية: Edward Nelson Cole)‏ هو سياسي أمريكي، ولد في 29 مارس 1937 في تشارلوت في الولايات المتحدة. انتخب عضو مجلس نواب كارولينا الشمالية.